# Venecia (Florencia)
Venecia es un corregimiento de Florencia (Caquetá). Está compuesto por 11 veredas y se halla ubicado en el suroriente de su término municipal.

## Geografía

### Límites
Limita al norte con los corregimientos de Orteguaza y San Pedro, al este con el municipio de La Montañita, al sur y sureste con el municipio de Milán y al oeste con el corregimiento de San Martín. 

### Clima
Es un corregimiento caracterizado por sus tierras bajas donde predomina el clima tropical húmedo, siendo atravesado por los ríos Orteguaza y San Pedro. 

## Sitios de interés
Este corregimiento resulta de vital importancia para los transportes del municipio de Florencia, por cuanto en su territorio se encuentran los puertos fluviales de Venecia y Puerto Arango, así como el aeropuerto Gustavo Artunduaga y el aeropuerto militar Larandia.